# Caenohalictus azarae
Caenohalictus azarae är en biart som beskrevs av Cockerell 1926. Caenohalictus azarae ingår i släktet Caenohalictus och familjen vägbin. Inga underarter finns listade.